# Keret (Fluss)
Der Keret (russisch Кереть; karel. Kieretti) ist ein Fluss im Rajon Louchi im Norden der Republik Karelien in Nordwestrussland.
Der Fluss bildet den Abfluss des gleichnamigen Sees Keret. Er fließt zuerst in nördlicher Richtung, wendet sich dann nach Osten. Dabei durchfließt er eine Reihe kleinerer Seen.
Er passiert die Fernstraße M18 sowie die Eisenbahnlinie von Sankt Petersburg nach Murmansk.
Schließlich mündet er nahe dem verlassenen Ort Keret gegenüber der Insel Keret in die Kandalakscha-Bucht und in das Weiße Meer.
Die Länge des Keret beträgt 80 km. 
Das Einzugsgebiet umfasst 3360 km².
An der Eisenbahnbrücke über den Keret beträgt der mittlere Abfluss 23 m³/s.
Bei Flusskilometer 8,8 mündet die Louksa von rechts kommend in den Keret.
Im Fluss finden sich u. a. folgende Fischarten: Atlantischer Lachs, Flussbarsch, Hecht, Kleine Maräne, Rutilus, Regenbogenforelle, Buckellachs, Forelle, Stint.